# リコメル
フラウィウス・リコメル（ラテン語: Flavius Richomeres、? - 393年）は、4世紀のフランク人で、ローマ帝国の軍人。384年の執政官。甥にアルボガストがいる。

## 生涯
フラウィウス・リコメルは4世紀のフランク人。父はユリアヌスに仕えたテウトメールと推定される。もとはガリア地方の住人で、父と同様に西ローマ帝国に仕えていた。
377年頃から、蛮族の蜂起に苦しむ東ローマ皇帝ウァレンスを支援するため西ローマ皇帝グラティアヌスによって東方へ派遣された。ウァレンスが378年のハドリアノポリスの戦いで戦死した際には、リコメルが敗軍をまとめ上げてローマ軍の撤退を指導した。その後もリコメルはウァレンスの後任として西の宮廷より派遣されてきたテオドシウス1世を支えて東方の混乱収拾に尽力し、382年にはフリティゲルンとの和平交渉を取りまとめた。383年頃にテオドシウスによって帝国東半のマギステル・ミリトゥムに任命された。384年には執政官も務めた。
383年にブリタンニアのローマ軍団がマグヌス・マクシムスをローマ皇帝と宣言してグラティアヌスを殺害し、さらに388年にグラティアヌスの共同皇帝ウァレンティニアヌス2世をもイタリアから追放すると、リコメルはテオドシウスより再びマギステル・ミリトゥムに任命され、甥のアルボガストらとともにテオドシウスの軍団を指揮してマグヌス・マキシムスを討伐した。テオドシウスはウァレンティニアヌス2世を西の宮廷に復帰させると、アルボガストを帝国西半のマギステル・ミリトゥムに任じてウァレンティニアヌス2世の監視役とした。リコメルは甥と別れて391年に東ローマ帝国へ戻り、以後は没する393年まで帝国東半のマギステル・ミリトゥムの地位にあった。
392年にウァレンティニアヌス2世が没すると、西ローマ帝国ではアルボガストの友人エウゲニウスが皇帝に選出された。まもなくテオドシウスはエウゲニウスおよびアルボガストと敵対するようになり、393年に西ローマ帝国への侵攻を開始した。リコメルはテオドシウスに説得されて甥と戦うことを決意し、テオドシウスとともに西方へ軍を進めたが、行軍中に突然死した。主人を失ったリコメルの軍団はヴァンダル族出身の将軍スティリコの軍団に編入された。

## 人間関係
偽フレデガリウス年代記によればフランク王テウドメールがリコメルと妻 Ascyla の子とされている。娘の一人は西ゴート族の王ワリアの妻であったかもしれない。アルボガストはリコメルの甥である。また、フラウィウス・バウトの妻がリコメルの姉妹であったとされる。
リコメルはリバニオス、アウグスティヌス、クィントゥス・アウレリウス・シュンマクスら教養人とも幅広く親交があった。後に西ローマ皇帝となった修辞学者エウゲニウスをアルボガストに引き合わせたのもリコメルとされる。